# 泼河站
泼河站位于中华人民共和国河南省信阳市光山县泼陂河镇，是京九铁路的一座火车站，等级为五等站，距北京西站1008公里，距常平站1307公里，本站及相邻上下行区间均为电气化区段。车站建于1996年，是京九铁路总里程突破1000公里后的第一个站点。本站只办理货运，不办理客运业务。

## 临近车站
1. 1 2  中国铁路武汉局集团有限公司年鉴编纂委员会 (编). . 武汉. 2021 （中文（中国大陆））.